# Secret Garden (band)
Secret Garden is een Iers-Noorse muziekgroep.
Ze bestaat uit de Ierse violiste Fionnuala Sherry en de Noorse pianist/componist Rolf Løvland, en heeft meer dan drie miljoen albums verkocht.
In 1995 wonnen ze het 40e Eurovisiesongfestival in Dublin met Nocturne.
Nocturne is voor het grootste gedeelte instrumentaal, want het bevat slechts 24 Noorse woorden. Later kwam er protest uit buurland Zweden en de regels voor het Eurovisiesongfestival werden veranderd zodat in het vervolg niet meer mocht aangetreden worden met zo weinig tekst. Op het songfestival werd de groep bijgestaan door de Noorse zangeres Gunnhild Tvinnereim, die voor de rest niets met de groep te maken heeft. Løvland componeerde tien jaar eerder, in 1985, ook al de eerste Noorse overwinning: La det swinge.
Hun eerste album was zo'n succes dat het een miljoen keer over de toonbank ging: het behaalde platina in Noorwegen en Zuid-Korea en goud in Ierland, Hongkong en Nieuw-Zeeland. Ook de volgende albums waren nog een succes.
Een ander bekend lied van hen is You raise me up, vertolkt door Brian Kennedy. Het werd door vele artiesten gecoverd, waaronder Westlife.

## Discografie

### Albums
- Songs from a Secret Garden (1996)
- White stones (1997)
- Fairytales (1998)
- Dawn of a New Century (1999)
- Dreamcatcher (2001)
- Once in a Red Moon (2002)
- Earthsongs (2003)
- Dreamcatcher: Best Of (2004, Australië)
- Inside I'm Singing (2007)
- Winter Poem (2011)
- Just the Two of Us (2013)
- Storyteller (2019)
- Sacred Night (2020)
- Sacred Night (2021) + 5 nummers

### Singles
| Single met eventuele hitnotering(en) in de Nederlandse Top 40 | Datum van verschijnen | Datum van binnenkomst | Hoogste positie | Aantal weken | Opmerkingen |
| ------------------------------------------------------------- | --------------------- | --------------------- | --------------- | ------------ | ----------- |
| Nocturne                                                      | 1995                  | 22-7-1995             | 13              | 4            |             |

1960: Nora Brockstedt · 
1961: Nora Brockstedt · 
1962: Inger Jacobsen · 
1963: Anita Thallaug · 
1964: Arne Bendiksen · 
1965: Kirsti Sparboe · 
1966: Åse Kleveland · 
1967: Kirsti Sparboe · 
1968: Odd Børre · 
1969: Kirsti Sparboe · 
1971: Hanne Krogh · 
1972: Grethe Kausland & Benny Borg · 
1973: Bendik Singers · 
1974: Anne-Karine Strøm & Bendik Singers · 
1975: Ellen Nikolaysen · 
1976: Anne-Karine Strøm · 
1977: Anita Skorgan · 
1978: Jahn Teigen · 
1979: Anita Skorgan · 
1980: Sverre Kjelsberg & Mattis Hætta · 
1981: Finn Kalvik · 
1982: Jahn Teigen & Anita Skorgan · 
1983: Jahn Teigen · 
1984: Dollie de Luxe · 
1985: Bobbysocks · 
1986: Ketil Stokkan · 
1987: Kate Gulbrandsen · 
1988: Karoline Krüger · 
1989: Britt Synnøve Johansen · 
1990: Ketil Stokkan · 
1991: Just 4 Fun · 
1992: Merethe Trøan · 
1993: Silje Vige · 
1994: Elisabeth Andreassen & Jan Werner Danielsen · 
1995: Secret Garden · 
1996: Elisabeth Andreassen · 
1997: Tor Endresen · 
1998: Lars Fredriksen · 
1999: Stig Van Eijk · 
2000: Charmed · 
2001: Haldor Lægreid · 
2003: Jostein Hasselgård · 
2004: Knut Anders Sørum · 
2005: Wig Wam · 
2006: Christine Guldbrandsen · 
2007: Guri Schanke · 
2008: Maria Haukaas Storeng · 
2009: Alexander Rybak · 
2010: Didrik Solli-Tangen · 
2011: Stella Mwangi · 
2012: Tooji · 
2013: Margaret Berger · 
2014: Carl Espen · 
2015: Mørland & Debrah Scarlett · 
2016: Agnete · 
2017: JOWST feat. Aleksander Walmann · 
2018: Alexander Rybak · 
2019: KEiiNO · 
2021: Tix · 
2022: Subwoolfer · 
2023: Alessandra · 
2024: Gåte ·
2025: Kyle Alessandro
1956: Lys Assia · 
1957: Corry Brokken · 
1958: André Claveau · 
1959: Teddy Scholten · 
1960: Jacqueline Boyer · 
1961: Jean-Claude Pascal · 
1962: Isabelle Aubret · 
1963: Grethe & Jørgen Ingmann · 
1964: Gigliola Cinquetti · 
1965: France Gall · 
1966: Udo Jürgens · 
1967: Sandie Shaw · 
1968: Massiel · 
1969: Frida Boccara, Lenny Kuhr, Salomé, Lulu · 
1970: Dana · 
1971: Séverine · 
1972: Vicky Leandros · 
1973: Anne-Marie David · 
1974: ABBA · 
1975: Teach-In · 
1976: Brotherhood of Man · 
1977: Marie Myriam · 
1978: Izhar Cohen & The Alphabeta · 
1979: Gali Atari & Milk & Honey · 
1980: Johnny Logan · 
1981: Bucks Fizz · 
1982: Nicole · 
1983: Corinne Hermès · 
1984: Herreys · 
1985: Bobbysocks · 
1986: Sandra Kim · 
1987: Johnny Logan · 
1988: Céline Dion · 
1989: Riva · 
1990: Toto Cutugno · 
1991: Carola Häggkvist · 
1992: Linda Martin · 
1993: Niamh Kavanagh · 
1994: Paul Harrington & Charlie McGettigan · 
1995: Secret Garden · 
1996: Eimear Quinn · 
1997: Katrina & the Waves · 
1998: Dana International · 
1999: Charlotte Nilsson · 
2000: Olsen Brothers · 
2001: Tanel Padar, Dave Benton & 2XL · 
2002: Marie N · 
2003: Sertab Erener · 
2004: Ruslana · 
2005: Elena Paparizou · 
2006: Lordi · 
2007: Marija Šerifović · 
2008: Dima Bilan · 
2009: Alexander Rybak · 
2010: Lena Meyer-Landrut · 
2011: Ell & Nikki · 
2012: Loreen · 
2013: Emmelie de Forest · 
2014: Conchita Wurst · 
2015: Måns Zelmerlöw · 
2016: Jamala · 
2017: Salvador Sobral · 
2018: Netta Barzilai ·
2019: Duncan Laurence ·
2021: Måneskin ·
2022: Kalush Orchestra ·
2023: Loreen ·
2024: Nemo ·
2025: JJ
- Bibsys: 2106501
- Bibliothèque nationale de France: cb13981543p (data)
- International Standard Name Identifier: 0000 0001 2342 6168
- Library of Congress Control Number: no97049664
- MusicBrainz: 4ac60dc3-8e50-4c70-be0e-4a4a1298f7ba
- Nationale Bibliotheek van Tsjechië: xx0020960
- Nationale Bibliotheek van Israël: 987007418367205171
- Virtual International Authority File: 147943468